# Taffy O’Callaghan
Taffy O’Callaghan, właśc. Eugene O’Callaghan (ur. 6 października 1906 w Ebbw Vale, zm. 4 lipca 1956 w Londynie) – walijski piłkarz występujący na pozycji napastnika.
W barwach Tottenhamu Hotspur oraz Leicester City rozegrał łącznie 117 spotkań i zdobył 42 bramki w Division One.
W reprezentacji Walii zadebiutował 2 lutego 1929 w zremisowanym 2:2 meczu British Home Championship z Irlandią Północną, a 6 października 1929 w przegranym 2:4 pojedynku tego samego turnieju ze Szkocją strzelił swojego pierwszego gola w kadrze. W latach 1929–1934 w drużynie narodowej rozegrał 11 spotkań i zdobył 3 bramki.